# Denis Cutcoveţchi
Denis Cutcoveţchi (* 1. Februar 2007) ist ein moldauischer Leichtathlet, der im Kugelstoßen sowie im Diskuswurf an den Start geht.

## Sportliche Laufbahn
Erste internationale Erfahrungen sammelte Denis Cutcoveţchi im Jahr 2022, als er bei den U18-Balkan-Meisterschaften in Bar mit einer Weite von 48,65 m den siebten Platz im Diskuswurf belegte. Anschließend gewann er beim Europäischen Olympischen Jugendfestival (EYOF) in Banská Bystrica mit 15,93 m die Bronzemedaille im Kugelstoßen und wurde mit dem Diskus mit 48,32 m Zehnter. Im Jahr darauf belegte er beim EYOF in Maribor mit 18,13 m den sechsten Platz im Kugelstoßen und gelangte im Diskusbewerb mit 52,93 m auf Rang zehn. Anschließend siegte er mit 54,90 m im Diskuswurf bei den U18-Balkan-Meisterschaften in Sivas und belegte im Kugelstoßen mit 17,33 m den fünften Platz. 2024 gewann er bei den U18-Balkan-Meisterschaften in Maribor mit 18,94 m die Bronzemedaille im Kugelstoßen und sicherte sich mit dem Diskus mit 57,38 m die Silbermedaille. Anschließend belegte er mit 19,04 m den vierten Platz im Kugelstoßen und gelangte im Diskuswurf mit 55,95 m auf Rang sechs. Im Jahr darauf belegte er bei den U20-Balkan-Hallenmeisterschaften in Sofia mit 17,51 m den vierten Platz im Kugelstoßen und im Juli belegte er bei den Balkan-Meisterschaften in Craiova mit 17,77 m den vierten Platz. Anschließend schied er bei den U20-Europameisterschaften in Tampere mit 16,91 m in der Vorrunde aus.
2024 wurde Cutcoveţchi moldauischer Meister im Diskuswurf.

## Persönliche Bestleistungen
- Kugelstoßen: 16,30 m, 7. Juni 2025 in Chișinău
- Diskuswurf: 48,49 m, 7. Juni 2025 in Chișinău